# Сішуанбаньна-Дайська автономна префектура
22°00′ пн. ш. 100°48′ сх. д. / 22° пн. ш. 100.8° сх. д.
Сішуанбаньна-Дайська автономна префектура, Сіпсонг Панна, Банна кит.: 西双版纳傣族自治州; тай. สิบสองปันนา; лаос. ສິບສອງພັນນາ — історична область (край) та адміністративна одиниця провінції Юньнань в Китаї. Центр префектури — Цзінхун.

## Назва

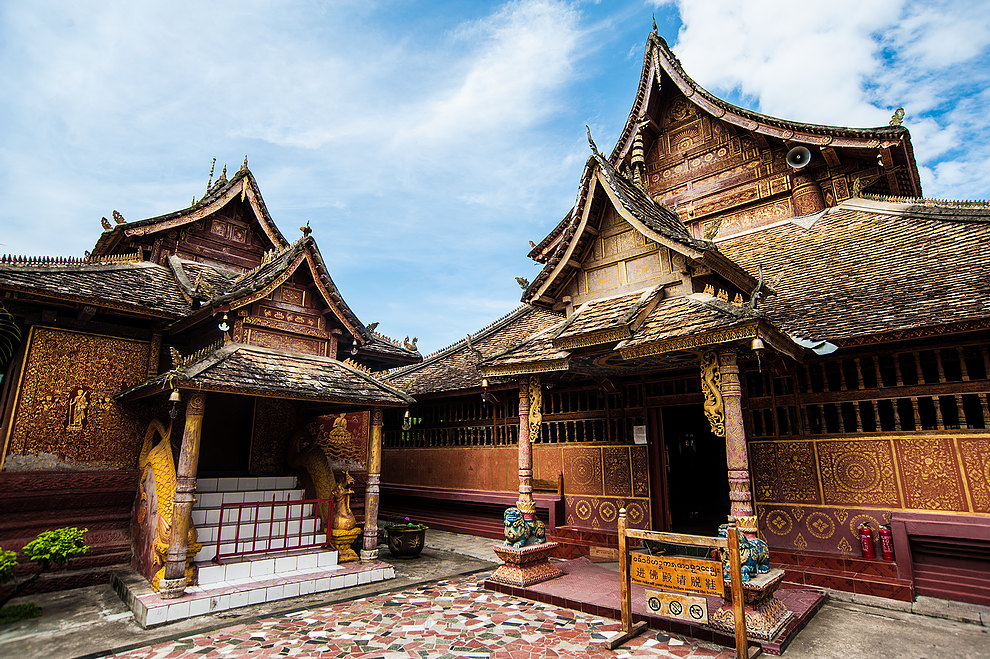
Храм у Сіпсонг Панна

Історична назва Сіпсонг Панна (тай. สิบสองปันนา) перекладається як «дванадцять селищ з рисовими полями». Такий поділ на 12 частин мали муенанги — основа адміністративного устрою феодального тайського суспільства. Схожу назву мала тайська автономія у В'єтнамі Сіпсонг Чау Тай (дванадцять тайських кантонів). Після перемоги комуністів у Китаї був створений Сішуанбаньна-Дайський автономний регіон, згодом переназваний у Сішуанбаньна-Дайську автономну префектуру.

## Географія
Край займає 19 700 км² на південному краю Китаю. Місцевість гориста. Тут панує тропічний клімат.

## Населення
До встановлення комуністичної влади край населяли дайці, що мали своє самоуправління. Номінальна влада Китаю реалізовувалася у вигляді плати податків в центр. Після 1950х років китайці здійснюють пряме правління і проводять політику асиміляції місцевого населення.